# Rizhao
Rizhao (chiń. 日照; pinyin Rìzhào) – miasto o statusie prefektury miejskiej we wschodnich Chinach, w prowincji Szantung, nad Morzem Żółtym. W 2010 roku liczba mieszkańców miasta wynosiła 250 416. Prefektura miejska w 1999 roku liczyła 2 753 324 mieszkańców.

## Podział administracyjny
Prefektura miejska Rizhao podzielona jest na:
- 2 dzielnice: Donggang, Lanshan,
- 2 powiaty: Wulian, Ju.